# Национальная академия наук Украины
Национа́льная акаде́мия нау́к Украи́ны (укр. Національна академія наук України, сокр. НАНУ) — высшая государственная научная организация Украины. Действует на основании Устава, утверждённого Общим собранием Академии 5 апреля 2002 года, и законодательства Украины (п. 1 Устава). Занимается исследованиями в области естественных, гуманитарных, общественных и технических наук (п. 3 Устава).
Основана 27 ноября 1918 года правительством гетмана Скоропадского. Владимир Вернадский был членом-основателем и первым президентом Украинской академии наук. В 1962—2020 годах президентом академии был дважды Герой Социалистического Труда, Герой Украины, Лауреат Ленинской премии, академик Борис Патон.
С 2020 года президентом академии является академик Анатолий Глебович Загородний.

## История

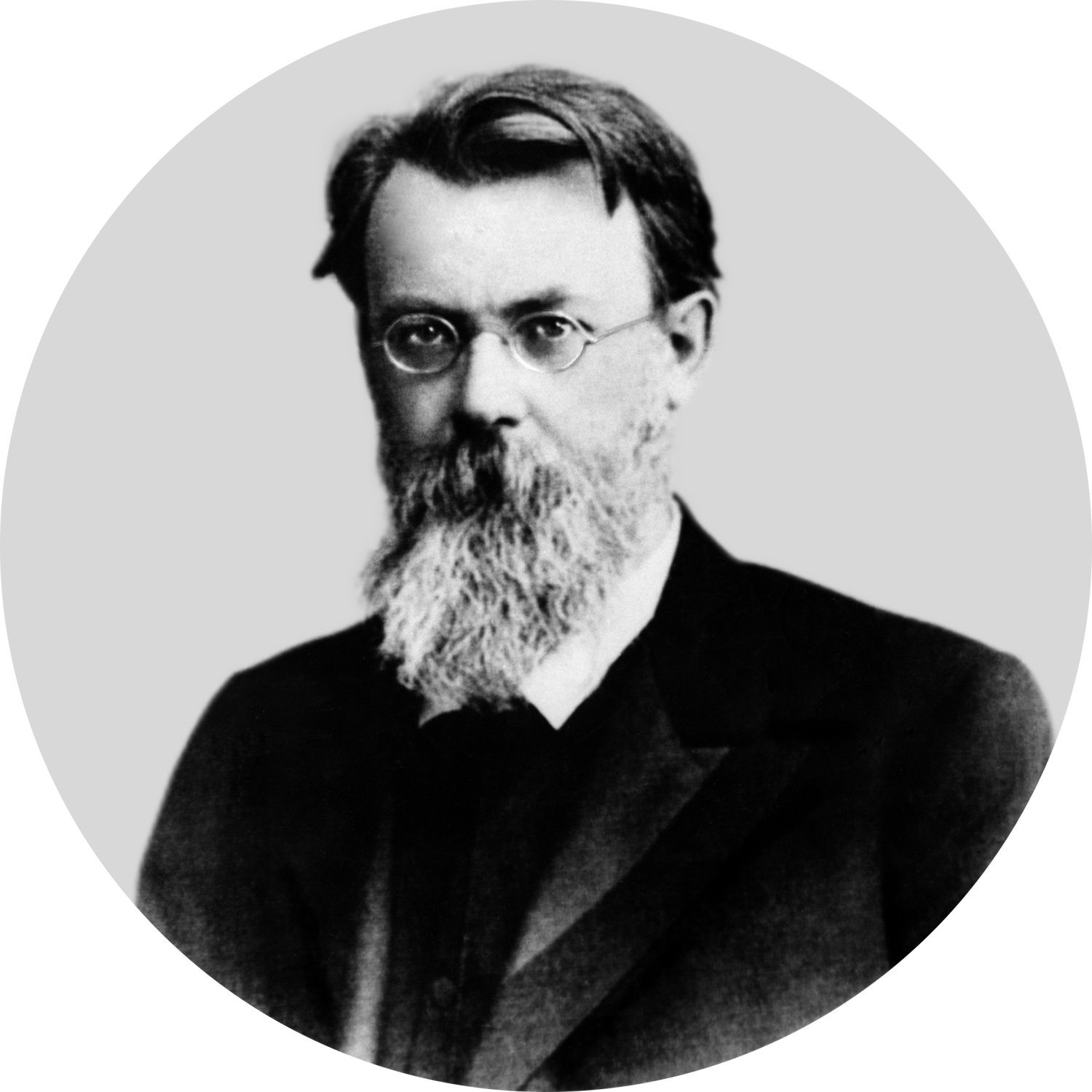
Владимир Вернадский — первый президент Украинской академии наук

14 ноября 1918 года был принят «Закон Украинского Государства об учреждении Украинской Академии Наук в Киеве», подписанный гетманом Павлом Скоропадским. В тот же день его приказом были назначены первые 12 действительных членов УАН: по Отделу историко-филологических наук — Д. И. Багалей, А. Е. Крымский, Н. И. Петров, С. И. Смаль-Стоцкий, по Отделу физико-математических наук — В. И. Вернадский, С. П. Тимошенко, Н. Ф. Кащенко, П. А. Тутковский, по Отделу социальных наук — М. И. Туган-Барановский, В. А. Косинский, Ф. В. Тарановский, О. И. Левицкий. На первом учредительном Общем собрании, состоявшемся 27 ноября 1918 года, единогласно избран Председателем-президентом академик В. И. Вернадский, непременным секретарём — А. Е. Крымский. Приказом гетмана Павла Скоропадского 30 ноября 1918 года  Владимир Вернадский был утверждён в этой должности. С момента образования Академии научная деятельность успешно велась в отделах прикладной математики (под руководством Георгия Пфейффера), математической физики (под руководством Николая Крылова), экспериментальной зоологии (Иван Шмальгаузен). В период правления Директории делегация в составе В. И. Вернадского, А. Е. Крымского, П. А. Тутковского и Д. И. Багалея 28 декабря 1918 года была принята главой Директории В. К. Винниченко, который поддержал создание УАН.
В 1921 году, с установлением Советской власти, Академия была переименована во Всеукраинскую академию наук (ВУАН), в её состав вошли Украинское Научное Товарищество и Киевская Археографическая Комиссия, работавшие до этого самостоятельно, в 1922 году — типография Киево-Печерской лавры. Первоначально Академия состояла из трёх научных отделов: историко-филологического, физико-математического и социальных наук, в которые входили 3 института, 15 комиссий и национальная библиотека.
Среди наиболее значимых достижений академии в 1930-х и в первой половине 1940-х годов: искусственная ядерная реакция превращения ядер лития в ядра гелия, ускоритель заряженных частиц, создание трёхкоординатного радиолокатора дециметрового диапазона; в оборонной промышленности была внедрена высокоэффективная технология автоматической сварки под флюсом корпусов танков, артиллерийских систем и авиабомб; учёными-биологами и медиками были созданы новые лекарственные препараты и методы лечения раненых.

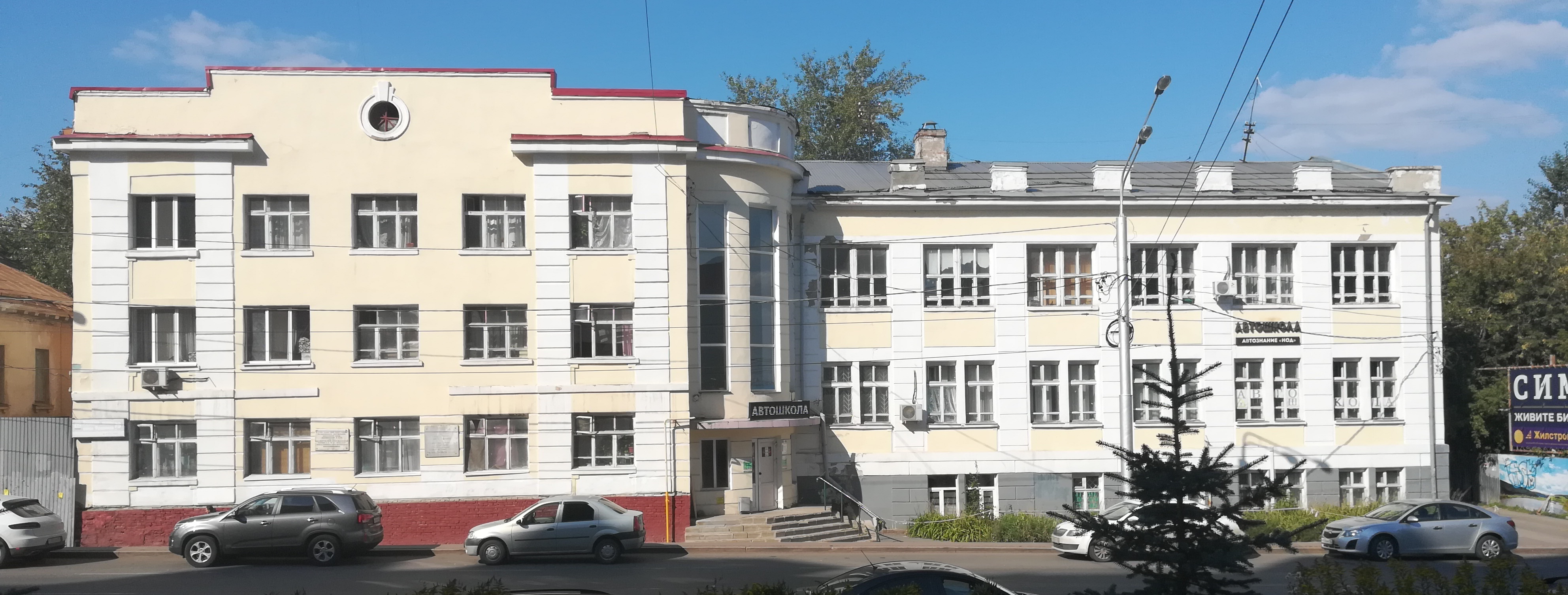
Здание, в котором разместилась Академия в Уфе. Ул. Пушкина, 79

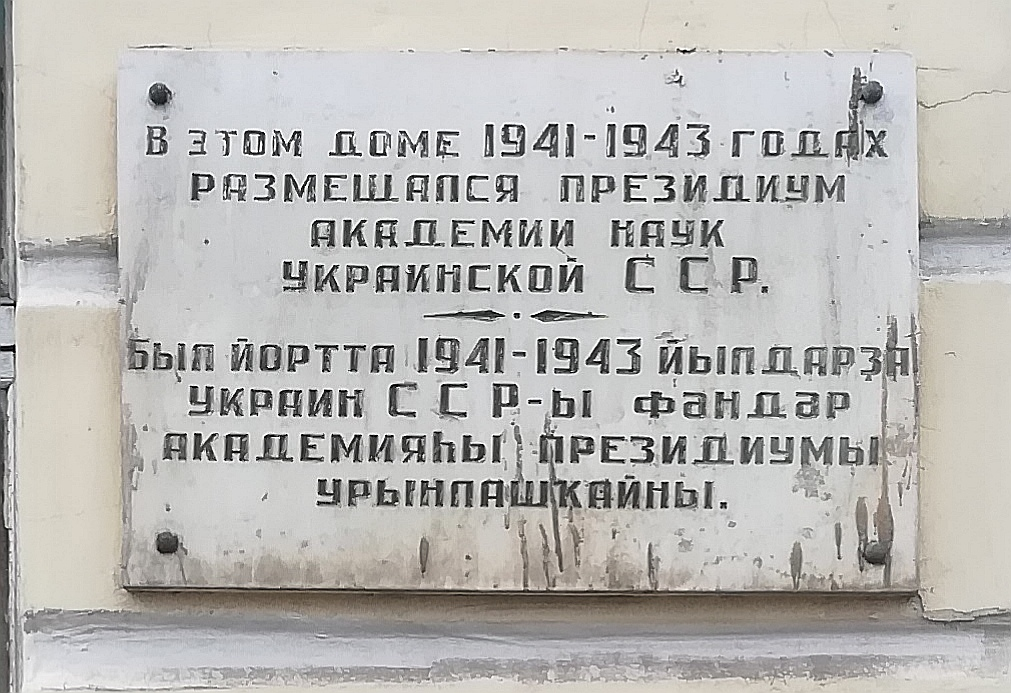
Уфа. Ул. Пушкина, 79

С началом Великой Отечественной войны Академия была эвакуирована в Уфу.
В 1950 году в Институте электротехники АН УССР в лаборатории профессора Сергея Лебедева была разработана первая в континентальной Европе универсальная электронная счётная машина. В 1960 году с помощью разработанной в этой же лаборатории ЭВМ «Киев» в Институте ядерных исследований в Дубне впервые в мире проводились эксперименты по дистанционному управлению технологическими процессами.
К 1968 году в составе академии находились 116 действительных членов и 163 члена-корреспондента; функционировали 9 отраслевых отделений и 47 научно-исследовательских институтов; издавались 24 научных журнала. В 1969 году АН УССР была награждена орденом Ленина.
18 мая 2017 года президент Украины издал указ о праздновании в 2018 году 100-летнего юбилея Национальной академии наук Украины.
На начало 2014 года в НАН Украины входило 174 института, численность сотрудников составила 40 тысяч человек (в 1991 году — около 89 тыс. сотрудников).
Последние на сегодняшний день выборы в НАНУ состоялись 1 мая 2025 года. Избрано 12 новых академиков, 39 членов-корреспондентов и 10 иностранных членов.
На 9 августа 2025 года в состав академии входят 183 действительных члена, 403 члена-корреспондента и около 95 иностранных членов.

### Названия
Официальные названия академии несколько раз менялись:
- С 14 ноября 1918 — Украинская академия наук (УАН) (укр. Українська академія наук)
- С 14 июня 1921 — Всеукраинская академия наук (ВУАН) (укр. Всеукраїнська академія наук)
- 1936 — Академия наук Украинской ССР (АН УССР) (укр. Академія наук УРСР)
- 1991 — Академия наук Украины (АН Украины) (укр. Академія наук України)
- 1994 — Национальная академия наук Украины (НАНУ) (укр. Національна академія наук України)

## Современная Академия
В период независимости в жизни академии проявились две негативные тенденции: постоянное сокращение численности сотрудников и старение кадров. На 1 января 2009 года в НАНУ числилось 43 211 человек, в том числе 19818 научных сотрудников. Средний возраст научного сотрудника составлял 50,2 года (кандидата наук — 51,4 года, доктора наук — 62,2 года). Через пять лет, на 1 января 2014 года, в НАНУ трудилось 40211 человек, в том числе 19 292 научных сотрудника. Средний возраст персонала за пять лет почти не изменился: 51,8 года в среднем для научных сотрудников (кандидатов наук — 50,9 года, докторов наук — 63,7 года).
Тяжёлый урон академия понесла в 2014 году. Из-за конфликта в Донбассе ряд научных институтов на территории непризнанных ДНР и ЛНР оказался фактически неподконтролен Национальной академии наук Украины. К 2016 году все институты Донецка были перерегистрированы на территории Украины и большая их часть переехала в Киев. Однако многие учёные из бывших институтов НАНУ, находящихся на территории ДНР и ЛНР, переезжать не стали. Например, из 400 сотрудников Донецкого физико-технического института по состоянию на 2016 год только 65 уехали из ДНР.
Ещё одной проблемой академии является её недостаточное финансирование, из-за которого приходится закрывать научные учреждения и переводить сотрудников на неполный рабочий день. В апреле 2017 года президент НАНУ Борис Патон сообщил, что из-за «хронического бюджетного недофинансирования» были ликвидированы шесть учреждений академии, а дефицит бюджета НАНУ составил более 23 млн долларов. За 2016 год численность сотрудников академии сократилась более чем на 6 тысяч человек. Если на 1 января 2016 года в академии числились 37 447 человек (в том числе 18 346 научных работников), то на 1 января 2017 года в НАНУ было только 31 129 сотрудников (в том числе 15 919 научных работников). Сокращение продолжилось и в 2017 году. На 1 января 2018 года в Национальной академии наук Украины было 29 870 сотрудников (в том числе 15 529 научных работников), то есть за 2017 год численность персонала уменьшилась на 4 %. На 1 января 2021 года в Академии было 27 807 сотрудников (в том числе 14 503 научных работников). То есть за 2018—2020 годы численность работников Академии уменьшилась более, чем на 8 %.
Низкой является заработная плата учёных НАНУ. При этом украинское законодательство устанавливает высокие нормативы минимальной заработной платы для учёных, которые не выполняются на практике. Например, согласно закону Украины «О науке и научно-технической политике» месячный оклад младшего научного сотрудника НАНУ должен составлять две среднемесячные зарплаты работника промышленности. По состоянию на март 2016 года оклад младшего научного сотрудника в НАНУ составлял 3500—3750 гривен, тогда как среднемесячная зарплата в промышленности была 5795 гривен. Таким образом, оклад младшего научного сотрудника НАНУ был примерно втрое ниже, чем было предписано законодательством.
В 2018 году финансирование НАНУ было увеличено, но зарплаты научных сотрудников остались низкими, а от руководства академии на места продолжали поступать требования о сокращении штата научных институтов. По-прежнему в 2018 году более двух третей организаций НАНУ работали в условиях неполного рабочего времени. По состоянию на октябрь 2018 года 125 из 177 научных учреждений НАНУ работали неполный день со средним коэффициентом 0,79 (9,58 месяца в году).
Журнал Nature в 2016 году в нескольких своих материалах критически отозвался о современном состоянии НАН Украины. Журнал оценил её деятельность как архаичную и непродуктивную. В журнале упоминается случай, когда на запрос о приоритетах в деятельности академии был получен лишь перечень имён и должностей всех нынешних академиков и письмо, в котором говорилось, что академики сами по себе являются приоритетами академии.

### Руководство
Президент НАН Украины
- Загородний, Анатолий Глебович (избран 7 октября 2020 года)

Первый вице-президент
- Горбулин, Владимир Павлович (врио президента НАНУ с 19 августа по 7 октября 2020 года)

Вице-президенты
- Богданов, Вячеслав Леонидович[укр.]
- Кошечко, Вячеслав Григорьевич
- Пирожков, Сергей Иванович
- Рафальский, Олег Алексеевич

Главный учёный секретарь
- Богданов, Вячеслав Леонидович[укр.] врио

Академики-секретари
- Ажнюк, Богдан Николаевич — литература, язык и искусствоведение
- Булат, Анатолий Фёдорович — механика и машиноведение
- Картель, Николай Тимофеевич — химия
- Кириленко, Александр Васильевич[укр.] — энергетика и энергетические технологии
- Комиссаренко, Сергей Васильевич — биохимия, физиология и молекулярная биология
- Кривцун, Игорь Витальевич — материаловедение
- Либанова, Элла Марленовна — экономика
- Локтев, Вадим Михайлович — физика и астрономия
- Пономаренко, Александр Михайлович[укр.] — науки о земле
- Радченко, Владимир Григорьевич — общая биология
- Слисенко, Василий Иванович — ядерная физика и энергетика
- Смолий, Валерий Андреевич — история, философия и право
- Тимоха, Александр Николаевич[укр.] — математика
- Химич, Александр Николаевич[укр.] — информатика

Главы региональных научных центров
- Булат, Анатолий Фёдорович — Приднепровский
- Буркинский, Борис Владимирович — Южный
- Назарчук, Зиновий Теодорович — Западный
- Семиноженко, Владимир Петрович — Северо-Восточный
- Устименко, Владимир Анатольевич[укр.] — Донецкий

Члены Президиума
- Губерский, Леонид Васильевич
- Згуровский, Михаил Захарович
- Копыленко, Александр Любимович
- Кремень, Василий Григорьевич
- Кушнир, Роман Михайлович[укр.]
- Наумовец, Антон Григорьевич
- Харченко, Валерий Владимирович[укр.]
- Цымбалюк, Виталий Иванович
- Яцкив, Ярослав Степанович

И. о. членов Президиума
- Антонюк, Александра Викторовна
- Гадзало, Ярослав Михайлович — академик НААН Украины
- Довгий, Станислав Алексеевич
- Журавель, Владимир Андреевич — академик НАПрН Украины
- Петришин, Александр Витальевич — академик НАПрН Украины
- Сидоренко, Виктор Дмитриевич — академик НАИ Украины
- Чебыкин, Андрей Владимирович — академик НАИ Украины

Советники Президиума
- Андон, Филипп Илларионович
- Геец, Валерий Михайлович
- Жулинский, Николай Григорьевич
- Лобанов, Леонид Михайлович
- Мельничук, Дмитрий Алексеевич
- Моргун, Владимир Васильевич
- Онищенко, Алексей Семёнович
- Походенко, Виталий Дмитриевич
- Сергиенко, Иван Васильевич
- Стогний, Борис Сергеевич
- Шемшученко, Юрий Сергеевич

По состоянию на ноябрь 2024 года в состав Президиума НАН Украины входит 51 член (в том числе 2 женщины) со средним возрастом 75,3 года.

### Структура
- Секция физико-технических и математических наук
  - Бюро Секции
  - Отделение математики
  - Отделение информатики
  - Отделение механики
  - Отделение физики и астрономии
  - Отделение наук о Земле
  - Отделение физико-технических проблем материаловедения
  - Отделение физико-технических проблем энергетики
  - Отделение ядерной физики и энергетики
- Секция химических и биологических наук
  - Бюро Секции
  - Отделение химии
  - Отделение биохимии, физиологии и молекулярной биологии
  - Отделение общей биологии
- Секция общественных и гуманитарных наук
  - Бюро Секции
  - Отделение экономики
  - Отделение истории, философии и права
  - Отделение литературы, языка и искусствоведения
- Учреждения при Президиуме НАН Украины
  - Издательства
  - Книжные магазины
  - Журналы
  - Научные учреждения
  - Другие организации
- Советы, деятельность которых обеспечивается НАН Украины (4 Совета)
- Советы, комитеты и комиссии при Президиуме НАН Украины (всего 51)
- Научные центры НАН Украины и Министерства образования и науки Украины
- Центры коллективного пользования научным оборудованием
- Организации при Управлении делами НАН Украины
- Общественные организации

### Институты
- Институт микробиологии и вирусологии имени Д. К. Заболотного НАН Украины
- Главная астрономическая обсерватория
- Институт археологии НАН Украины
- Институт биоорганической химии и нефтехимии НАН Украины
- Институт биохимии имени А. В. Палладина НАН Украины
- Институт ботаники имени Н. Г. Холодного НАН Украины
- Институт востоковедения имени А. Е. Крымского НАН Украины
- Институт географии НАН Украины
- Институт геологических наук НАН Украины
- Институт государства и права имени В. М. Корецкого НАН Украины
- Институт зоологии имени И. И. Шмальгаузена НАН Украины
- Институт истории НАН Украины
- Институт кибернетики имени В. М. Глушкова НАН Украины
- Институт литературы имени Т. Г. Шевченко НАН Украины
- Институт математики НАН Украины
- Институт металлофизики им. Г. В. Курдюмова НАН Украины
- Институт механики им. С. П. Тимошенко НАН Украины
- Институт морской биологии НАН Украины
- Институт общей энергетики НАН Украины
- Институт политических и этнонациональных исследований имени И. Ф. Кураса НАН Украины
- Институт прикладной математики и механики НАН Украины
- Институт прикладной физики НАН Украины
- Институт проблем математических машин и систем НАН Украины
- Институт проблем материаловедения НАН Украины
- Институт проблем безопасности АЭС НАН Украины
- Институт радиофизики и электроники имени А. Я. Усикова НАН Украины
- Институт сверхтвердых материалов НАН Украины
- Институт сорбции и проблем эндоэкологии НАН Украины
- Институт теоретической физики имени Н. Н. Боголюбова НАН Украины
- Институт технической механики НАН Украины
- Институт транспортных систем и технологий НАН Украины
- Институт украинского языка НАН Украины
- Институт украинской археографии и источниковедения имени М. С. Грушевского НАН Украины
- Институт физики НАН Украины
- Институт физики полупроводников имени В. Е. Лашкарёва НАН Украины
- Институт физиологии растений и генетики НАН Украины
- Институт физической химии имени Л. В. Писаржевского НАН Украины
- Институт философии имени Григория Сковороды НАН Украины
- Институт химии высокомолекулярных соединений НАН Украины
- Институт чёрной металлургии НАН Украины
- Институт электросварки имени Е. О. Патона НАН Украины
- Институт энциклопедических исследований НАН Украины
- Институт ядерных исследований НАН Украины
- Институт языкознания имени А. А. Потебни НАН Украины
- Львовский центр Института космических исследований НАН и НКА Украины
- Морской гидрофизический институт НАН Украины
- Национальная библиотека Украины имени В. И. Вернадского
- Радиоастрономический институт НАН Украины
- Украинский языково-информационный фонд
- Украинский научно-исследовательский и проектно-конструкторский институт горной геологии, геомеханики и маркшейдерского дела
- Физико-химический институт имени А. В. Богатского НАН Украины

Ботанический сад
Ещё осенью 1918 года в академии велось обсуждение вопроса о создании в Киеве ботанического сада. Ботаником В. И. Липским (президент ВУАН в 1922—1928 годах) были разработаны научное обоснование, структура, направления деятельности, детальный план строительства. Но лишь в 1935 году вопрос о создании ботанического сада, вновь поднятый директором Института ботаники Академии наук УССР академиком А. В. Фоминым, был решён и началась его закладка. Киевский городской совет выделил под сад участок земли площадью в 117 га на исторической местности Зверинец. В 1964 году коллекции и экспозиции ботанического сада были открыты для свободного посещения. В 1967 году ботанический сад получил официальный статус научно-исследовательского института.
В настоящее время в его составе восемь научных отделов, лаборатория биоиндикации и хемосистематики и научная библиотека, исследуются проблемы акклиматизации растений, сохранения генофонда редких и эндемичных видов, селекции растений, рациональных биотехнологий, фитодизайна, аллелопатии и других направлений теоретической и прикладной ботаники. Уникальный коллекционный фонд Национального ботанического сада насчитывает около 11 180 таксонов, относящихся к 220 семействам и 1347 родам. По разнообразию коллекций живых растений, масштабам территории, уровню научных исследований занимает одно из ведущих мест среди крупнейших ботанических садов Европы.
Ботанический сад входит в природно-заповедный фонд Украины и является объектом комплексной охраны, относится к землям природного и историко-культурного назначения, которые охраняются как национальное достояние государства. Одна из главных задач ботанического сада — проведение исследований в области охраны природы, создание базы для сохранения генофонда растений и всего биологического разнообразия, а также просветительская деятельность по вопросам экологии и использования растений.
Помимо этого, в структуре НАНУ также действуют ботанические сады в Донецке (до 2014 года) и Кривом Роге (остальные ботанические сады Украины подчинены Национальной академии аграрных наук или вузам).

## Международные научные связи
Согласно официальной информации, в настоящее время НАН Украины сотрудничает со многочисленными национальными академиями, научными центрами и международными научными организациями, включая Немецкое научно-исследовательское общество (DFG), французский Национальный центр научных исследований (CNRS), национальное бюро исследований Италии (CMR), национальный совет по исследованиям Турции (TÜBITAK), Объединённый институт ядерных исследований, Европейский центр ядерных исследований ЦЕРН, а также ЮНЕСКО, МАГАТЭ, ВОЗ. В 1993 году по инициативе НАН Украины была создана Международная ассоциация академий наук, куда входят академии наук Азербайджана, Белоруссии, Вьетнама, Казахстана, Киргизии, Молдавии, России, Таджикистана, Туркменистана, Узбекистана и собственно Украины.
В то же время авторитетный международный научный журнал Nature в статье от 9 апреля 2006 года указывает, что попытки создания более тесных связей между академией и западноевропейскими учреждениями через присоединение к высокоскоростной сети передачи данных GEANT столкнулись с сопротивлением со стороны членов академии, которые вымогали взятки. По мнению издания, руководство академии боится конкуренции и потери влияния, поэтому блокирует участие Украины в исследовательских программах, финансируемых Евросоюзом, что происходит из-за нежелания сотрудничать с руководящими органами ЕС, а также умышленного сокрытия информации. Журнал считает, что руководство академии препятствует интеграции Украины в Рамочную программу научных исследований ЕС (что сделало бы возможным более тесное сотрудничество украинских научных работников с зарубежными коллегами) из опасения перед «зарубежными веяниями», такими как, в частности, независимое рецензирование научных проектов и результатов исследований.
Совместно с Россией используется обсерватория Пик Терскол.

### Иностранные члены
- 2000 — Даниэль Бовуа

## Доходы и расходы
Национальная академия наук Украины получает основную часть скромных средств, выделяемых из бюджета Украины на научные исследования. В 2017 году на науку из бюджета Украины было выделено 4,7 млрд гривен, из которых 2,7 млрд гривен получила Национальная академия наук Украины (в 2016 году на академию было выделено из бюджета 2 млрд 54 млн гривен). На научные разработки вузов Украины по линии Министерства образования и науки Украины был выделен лишь 621,5 млн гривен (причем из этой суммы часть досталась Национальной академии наук Украины в виде грантов). Впрочем, в 2010-е годы вся украинская наука слабо финансировалась государством. Закон Украины «О науке и научно-технической политике» устанавливает до января 2020 года государственную гарантию финансирования национальной науки в размере не менее 1,7 % ВВП Украины в год. Эта норма финансирования никогда не выполнялась. Например, в 2015 году на науку было выделено около 0,2 % ВВП Украины, а в 2016 году — менее 0,17 % ВВП Украины. Таким образом, украинская наука в 2015—2016 годах получала от государства менее одной восьмой положенного по закону финансирования. На 2020 год из государственного бюджета было выделено на Национальную академию наук Украины около 5 млрд гривен, а финансирование украинской науки составило в 2020 году 0,17 % ВВП (хотя по закону должно было быть 1,7 % ВВП).
Помимо государственного финансирования, Национальная академия наук Украины некоторые средства зарабатывает самостоятельно. Важным источником доходов является сдача в аренду помещений, принадлежащих академии. По состоянию на 2016 год эта аренда приносила академии около 50 млн гривен в год. Кроме того, Академия получает средства от выполнения прикладных разработок для государственных организаций и частных (в том числе иностранных) компаний.
Получаемыми средствами Национальная академия наук Украины (точнее, её президент) распоряжается относительно свободно. Президент академии не отчитывается даже перед членами академии о её имуществе, финансах и кадрах. К 2016 году в учреждениях Национальной академии наук остались в основном пожилые учёные. В 2016 году 90 % всего финансирования Национальной академии наук Украины тратилось на заработные платы персонала и на связанные с ними отчисления.

## Академики и научные школы
Членами академии являлись и являются многие выдающиеся учёные, среди них:
- математики: Н. Н. Боголюбов, Д. А. Граве, Ю. А. Митропольский
- механики: А. Н. Динник, М. А. Лаврентьев, Г. С. Писаренко, В. Т. Трощенко
- физики: А. И. Ахиезер, А. С. Давыдов, В. Е. Лашкарёв, А. Ф. Прихотько, К. Д. Синельников
- астрономы: С. Я. Брауде, А. Я. Орлов, А. Я. Усиков, Е. П. Фёдоров
- геологи: П. А. Тутковский
- экологи: И. Я. Сигал
- материаловеды: И. Н. Францевич
- химики: А. И. Бродский, А. В. Думанский, А. В. Кирсанов, Л. В. Писаржевский
- биологи и медики: Н. М. Амосов, А. А. Богомолец, Д. К. Заболотный, А. В. Палладин, В. П. Филатов, Н. Г. Холодный, В. И. Липский и А. В. Фомин
- экономисты: К. Г. Воблый, И. И. Лукинов, М. В. Птуха
- историки: М. С. Грушевский и Д. И. Яворницкий
- правоведы: В. М. Корецкий
- философы: М. Э. Омельяновский и В. И. Шинкарук
- языковеды: И. К. Белодед, Л. А. Булаховский, М. Я. Калинович, А. С. Мельничук, В. М. Русановский
- литературоведы и писатели: А. И. Белецкий, С. А. Ефремов, М. Ф. Рыльский.